# 空間騎兵隊
空間騎兵隊（くうかんきへいたい）は、アニメ「宇宙戦艦ヤマトシリーズ」に登場する地球防衛軍の部隊。

## 概要
初出はアニメ映画『さらば宇宙戦艦ヤマト 愛の戦士たち』。松本零士の漫画版によると、戦闘行動に際して宇宙船や飛行物体を使わず、直接惑星表面に降下して戦う部隊であり、昔の騎兵隊・戦車隊・海兵隊などに匹敵すると定義される。劇中では対要塞攻略戦・対テロ戦・敵陣地への降下戦・艦内での白兵戦などで活躍する。粗野なほど豪放かつ宇宙飛行に不慣れで宇宙酔いもするが、本領たる陸戦に際しては精強そのものである。
『さらば』の小説版によれば、以前の対ガミラス戦での経験を基として新たに編成された部隊。『宇宙戦艦ヤマト2』での組織構造図では、宇宙機動部隊傘下の部隊となっている。
主な携行装備はAK-01 レーザー自動突撃銃・対戦車バズーカ砲・マイクロ・グレネード・ランチャー・メタルストック・G88 大型手榴弾（コスモ手榴弾）。降下部隊として戦う際には、背負い式の小型ロケットを装着して目的地へ降下する。

## 劇中での登場
さらば宇宙戦艦ヤマト 愛の戦士たち
旧ヤマト乗組員たちが無断発進のために海底ドック内のヤマトに集結していたところ、彼らとはまったく面識のない斉藤始を中隊長とする空間騎兵隊が現われ、強引にヤマトへ乗艦する。当初は「艦医の佐渡酒造にスカウトされた」とされていたが、本当は地球防衛軍司令長官がヤマト乗組員たちを支援するために極秘で差し向けたものだったことが後に判明する。白色彗星帝国軍の攻撃を受けて大破したパトロール艦「ゆうなぎ」での救助やテレザート星でのザバイバル戦車軍団との戦闘、デスラー艦上での白兵戦などで活躍し、都市帝国との最終戦までで全員が戦死する。
宇宙戦艦ヤマト2
『さらば』をテレビ版として再構築した本作では、斉藤指揮下の部隊は第11番惑星基地の駐屯部隊という設定になっており、第6話でコズモダート・ナスカ率いる空母艦隊の襲撃を受けた際、地球を強行発進してきたヤマトに救援され、そのまま乗艦して一緒に航海することとなる。
当初は粗野で無思慮な言動から再三トラブルを起こしてヤマト乗組員たちから厄介者扱いされ、特に古代進や加藤三郎と対立することが多かったが、第13話と第14話におけるテレザート星での陸上戦では勇戦するほか、第23話と第24話のデスラー艦隊との決戦ではガミラス兵との白兵戦を展開する。しかし、最後は『さらば』と同様、第25話の対都市帝国戦で斉藤以下全員が戦死する。
ヤマトよ永遠に
本作では「空間騎兵隊」の名前は出てこないが、敵の重核子爆弾の調査や攻略時に登場している「陸戦部隊」が、空間騎兵隊と同じ装備をしている。
本作を原作とするPS2用ゲーム『宇宙戦艦ヤマト 暗黒星団帝国の逆襲』『宇宙戦艦ヤマト 二重銀河の崩壊』では、この部隊が空間騎兵隊であると設定され、オリジナルキャラクターとして古野間卓ら数名が登場する。
宇宙戦艦ヤマト 黎明篇
『復活篇』の前日談である本小説では、青柳倫吾という人物が隊長を務める小隊が登場。
アクエリアス氷球へ赴いた古代たちのバックアップのために真田志郎によって内密に手配され、ガトランティス戦役時の駆逐艦を改造した強襲揚陸艦「騎竜」で氷球に向かう。

## SPACE BATTLESHIP ヤマト
アニメ版の翻案作品である本作では、斉藤を隊長とする部隊（劇中では単に空間騎兵隊と呼ばれている）が沖田艦に配属されており、後にヤマトへ転属されている。職務は白兵戦や艦内のMP業務のほか、被弾時のダメージコントロールや他班の補助を行っている。ガミラス・イスカンダル星への上陸作戦ではブラックタイガー隊の奮闘や山本明の自己犠牲によって上陸に成功するが、最終的にはガミラス兵との戦闘で全員が戦死する。
このほか、斉藤の部下かは不明だが、ヤマトの建造が行われていた秘密ドックの警備を行っている隊員も登場する。

## リメイクアニメシリーズ
『宇宙戦艦ヤマト』のリメイク作品として制作された『宇宙戦艦ヤマト2199』から始まる本シリーズでは、宇宙海兵隊という組織が存在しており、空間騎兵隊はこの下位組織という位置付けになっている。
『2199』では設定上のみの存在で、公式サイトのコスモシーガルの解説文に「戦闘員（空間騎兵）を最大24名収容可能」という記述や、設定資料本の伊東真也の解説文に「ヤマト以前の宇宙艦艇は艦内の保安を戦術科員や空間海兵隊が担当していた」という記述などが存在する程度だった。しかし、『宇宙戦艦ヤマト2199 星巡る方舟』公開直前に、具体的な軍組織内での位置付けや「ガミラスとの戦端が開いた2191年から2199年までの間に、各戦線の火消し役として投入されて大部分が失われた」という設定が明らかにされ、同作で初登場となった。
主な携行装備は、旧作から引き継いだメカとしてAK-01 レーザー自動突撃銃・RPG、新規メカとして小銃・ハンドガンがある。小説版『2202』では対戦車機関銃も装備している。
戦闘時には装甲宇宙服や装甲服を着用する。『2202』では、ヤマト乗艦後に新たに2式空間機動甲冑が開発・装備されている。『2205』では2式の後継である5式空間機動甲冑が開発・装備されている。
なお、本シリーズでは永倉志織という女性隊員も登場している。

### 劇中での登場（リメイクアニメ）
宇宙戦艦ヤマト2199 星巡る方舟
プロローグにて、斉藤の所属する第7連隊が月面駐屯地に駐留していたという設定で登場する。ガミラス空母の艦載機による爆撃で壊滅した後、生き残って救援を待っていた斉藤たちが、地球圏から離脱していくヤマトを目撃する。その後、ヤマトを見送ったキリシマによって回収された斉藤たちは、極東地区地下都市の治安部隊として暴徒鎮圧任務に充てられる。
宇宙戦艦ヤマト2202 愛の戦士たち
斉藤が隊長を務める第7連隊が、第3話から登場する。第十一番惑星に駐屯して入植者の護衛任務に就いていたところを帝星ガトランティスに襲撃されるが、救助の要請に脱出した永倉を介してヤマトに救助され、乗艦して同行する。リメイク元の『さらば』や『ヤマト2』と違い、全滅には至らない。
宇宙戦艦ヤマト2205 新たなる旅立ち
永倉が小隊長を務める第65特別任務隊が登場する。第65護衛隊所属の補給母艦「アスカ」に乗艦し、ガミラス・イスカンダルへの練習航海に同行する。
ヤマトよ永遠に REBEL3199
第65護衛隊の解体に伴い、第65特別任務隊も部隊ごと配置転換され、新都の防衛任務に就いている。

## 登場する隊員一覧
- 斉藤始
- 藤堂兵吾
- 青柳倫吾
- 古野間卓
- 宗像
- 桐生悟郎
- 永倉志織
- 倉田勝
- 天城敏郎
- 古橋弦
- キャロライン雷電